# Ger (Pireneje Atlantyckie)
Ger – miejscowość i gmina we Francji, w regionie Nowa Akwitania, w departamencie Pireneje Atlantyckie.